# Celeborn
Celeborn este unul dintre personajele principale ficționale din trilogia Stăpânul Inelelor scrisă de J.R.R. Tolkien.
Este soțul lui Galadriel ambii fiind stăpânii regatului elf Lothlorien.